# Алтон
Алтон – місто в окрузі Східний Гемпшир (графство Гемпшир, Англія).
Населення становить 16 584 (за даними перепису 1991 року). Місто розташовано на березі річки Вей. Воно є найбільш високо розташованим містом графства та усієї південно-східної Англії.

## Історія
Історія міста Алтон бере свій початок від римського поселення, відомого під назвою Віндоміс. Перша згадка про місто належить до 1086 року.
У 1101 році в місті було укладено угоду між старшим сином Вільгельма Завойовника Робертом, герцогом Нормандії, та його братом Генріхом. Одна з головних вулиць міста нині має назву Нормандської на честь зазначеної події.
У 1640 році Едгар Монтгомері заснував в Алтоні  Вільну школу граматики. Згодом навчальний заклад почав називатись Школою граматики Едгара. Найстаріший навчальний заклад міста у 1969 році змінив адресу – його було перенесено до нової будівлі в іншому районі Алтона.

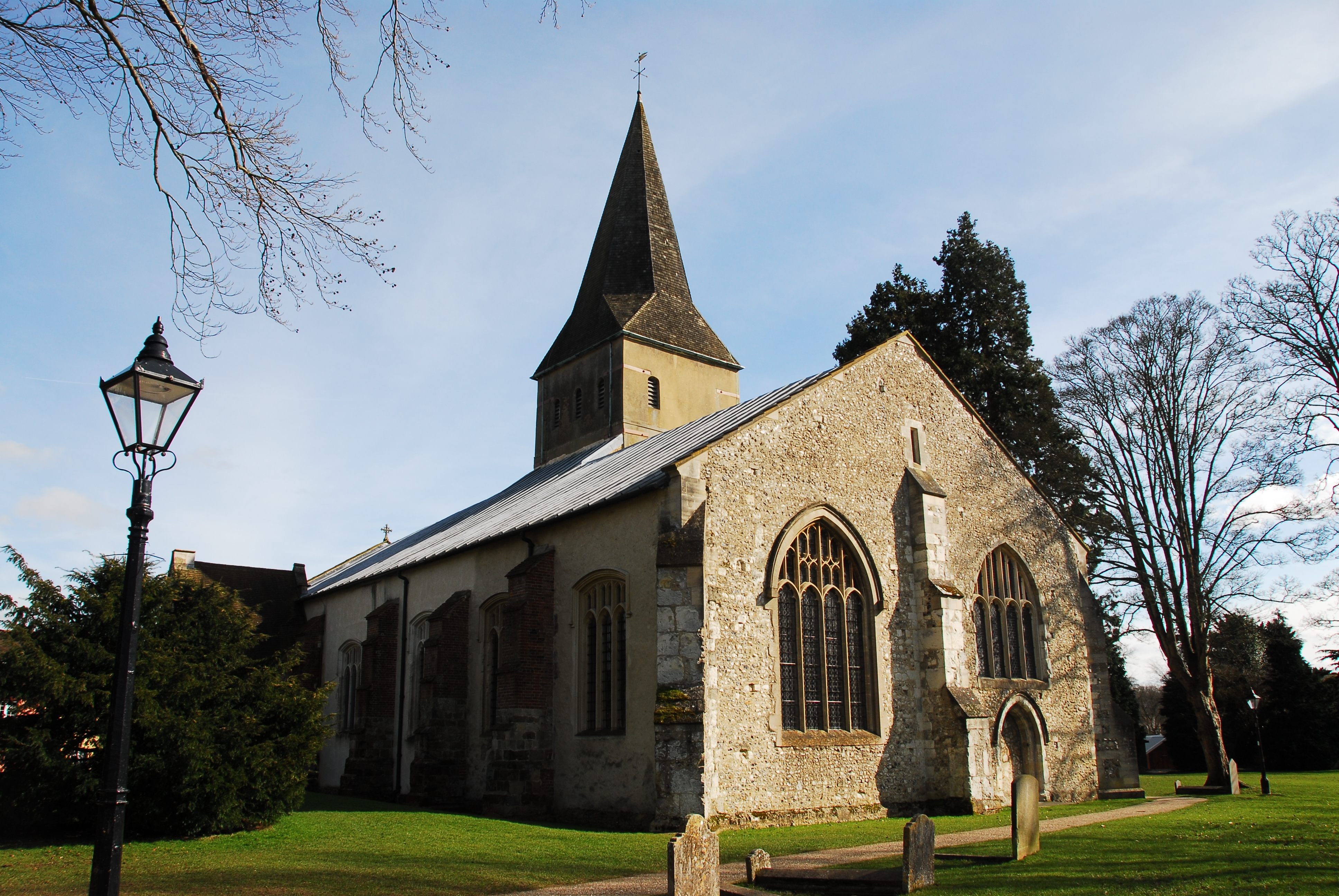
Церква святого Лаврентія

У 1643 році, під час громадянської війни, у місті відбулась битва між роялістами, які зайняли оборону в церкві святого Лаврентія, та парламентаристами.

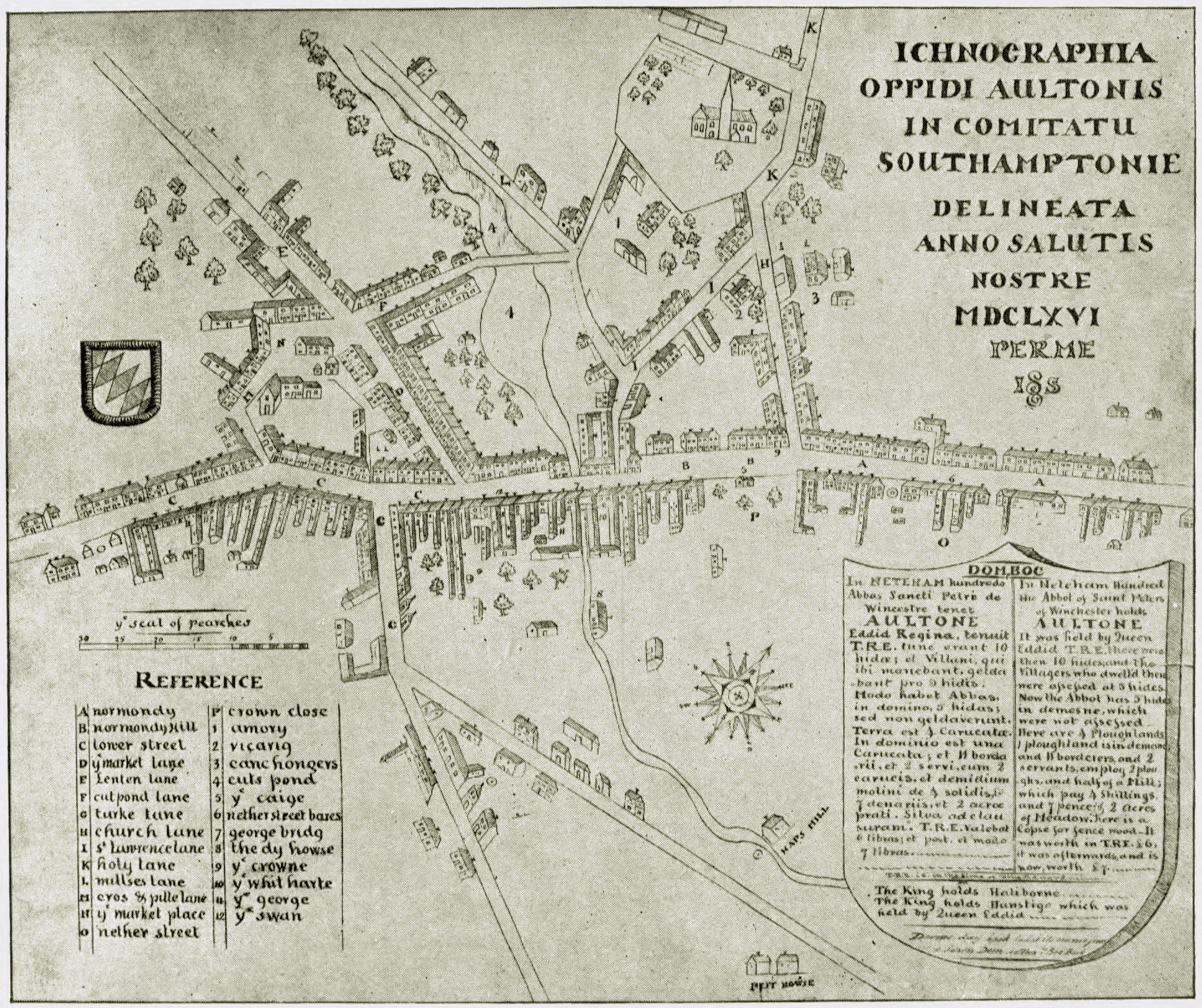
Карта Алтона, 1666 рік

Основні віхи новітньої історії міста:
- 1813 — зведено Міську залу
- 1852 — місто з’єднано залізницею з Лондоном
- 1856 — засновано Музей Кертіс
- 1865 — проведено залізницю до Вінчестера
- 1880 — збудовано Кімнати Асамблеї
- 1927 — у місто проведено електрику
- 1966 — збудовано католицьку церкву святої Марії
- 1972 — відкрито Міський спортивний центр
- 1974 — відчинено Центр здоров’я
- 1975 — відкрито Громадський центр Алтона
- 1978 — засновано Коледж Алтона
- 1978 — відкрито Міський магістерський суд
- 1992 — в Алтоні з’явилась власна локальна радіостанція, Радіо Долини Вел (пізніше Дельта Радіо, а нині Кестрел FM)

## Економіка
Головним видом виробництва в Алтоні є пивоваріння. Першу броварню було започатковано 1763 року. Найвідоміші місцеві марки пива: Курс, Карлінг, Гролш і Вортінгтон.
В Алтоні також розміщена туристична компанія TravelBag.

## Видатні особи

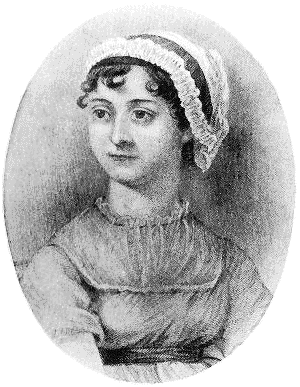
Джейн Остін

- Едмунд Спенсер (1552–1599) – видатний поет, проживав у місті близько 1590 року.[2]
- Джон Піттс - біограф, народився в Алтоні у 1560 році [3]
- Джон Мюррей (1741–1815) – перший голова універсалістської церкви у США, народився в Алтоні.
- Вільям Кертіс (1746–1799) – видатний вчений-ботанік, народився в Алтоні.
- Джейн Остін (1775–1817) – письменниця, з 1809 року до самої своєї смерті жила і працювала в одному з передмість. Тут вона створила шість романів.
- Джиммі Дікінсон (1925 – 1982) – англійський футболіст. Після завершення спортивної кар’єри оселився в Алтоні, де й помер 1982 року.